# Geodiidae
Famille
Les Geodiidae forment une famille de spongiaires de l'ordre Tetractinellida. Les Geodiidae regroupent plus de 255 espèces à travers le monde, sauf en Antarctique.

## Liste des sous-familles
Selon World Register of Marine Species (1 juin 2016) :
- sous-famille Calthropellinae von Lendenfeld, 1907 (statut temporaire non confirmé)
- sous-famille Erylinae Sollas, 1888
- sous-famille Geodiinae Gray, 1867

## Liste des genres
Selon World Register of Marine Species (22 avril 2022) :
- genre Antares Sollas, 1888
- genre Caminella Lendenfeld, 1894
- genre Caminus Schmidt, 1862
- genre Depressiogeodia Cárdenas, Rapp, Schander & Tendal, 2010 (nom temporaire)
- genre Erylus Gray, 1867
- genre Geodia Lamarck, 1815
- genre Melophlus Thiele, 1899
- genre Pachymatisma Bowerbank in Johnston, 1842
- genre Penares Gray, 1867